# Eremo di Santa Maria alla Sambuca
L'eremo di Santa Maria alla Sambuca è un eremo in località Sambuca, nel comune di Collesalvetti, all'interno delle Colline livornesi, a circa 175 msl, in una solcatura valliva incisa dal torrente Ugione, chiusa a nord dal monte Corbolone, ad ovest dalla Poggia, a est da Parrana e a sud dalla valle Benedetta. Proprio dalla particolare collocazione e dalla presenza dei religiosi deriva il nome di Sambuca, cioè “buca santa”. L'edificio si trova al centro di una zona di grande suggestione per la vastità ed integrità dei boschi, per la quiete solenne e per le condizioni mesoclimatiche favorevoli.
La chiesa è a una sola navata, con abside semicircolare e volte a crociera impostate su semipilastri addossati alle pareti. L'arredo consta unicamente di un altare a mensa che precede il vano absidale. Degli affreschi che ornavano la chiesa non rimangono che piccoli frammenti e sinopie, che ne lasciano intuire l'originaria ricchezza.

## Storia

### La fondazione
Ben poche notizie si hanno riguardo alle vicende che presiedettero alla sua fondazione. Il Santelli scrive che era un eremo agostiniano, perché il suo priore Isaia partecipò al capitolo generale degli eremiti toscani, celebrato a Cascina nel 1250. Egli riporta anche un documento del 1259, da cui risulta che due frati di Parrana acquistarono per conto del loro istituto un pezzo di terra con casa situato nel territorio di Livorno.
Un importante contributo teso a rendere meno oscure le vicende del romitorio viene offerto da Matilde Tirelli Carli in una sua ricerca condotta su atti notarili dei secoli XIII e XIV conservati nell'Archivio di Stato di Livorno, nella Biblioteca Labronica e nell'archivio arcivescovile di Pisa. Le origini del romitorio, benché ignote, vengono ricondotte al grande movimento eremitico che si sviluppò in Europa dall'XI al XIII secolo, e che ebbe in Toscana una particolare fioritura attraverso il variegato dispiegarsi degli “eremiti neri”.
Il 24 agosto 1237, Rainerio del fu Belluccio lasciò al romitorio di Santa Maria di Parrana (così viene citata la Sambuca prima dell'anno 1317) la metà “pro indiviso” di tutte le terre colte, incolte, vigne, olivi ed alberi che egli possedeva, prima attestazione che la comunità presente nell'eremo di Parrana nel corso del Duecento era dotata di una sua organizzazione inserita in una struttura non aliena dalla costituzione di un patrimonio fondiario sulle colline livornesi. Sono rintracciabili anche numerosi documenti che mostrano molte transazioni commerciali e di compravendita tra i frati ed alcuni signorotti locali, che rafforzano l'ipotesi che i frati svolgessero attività economiche su base fondiaria, non limitandosi probabilmente “ad accettare solo l'indispensabile per le minime esigenze di una vita povera”.
Un atto datato 19 febbraio 1267 fornisce un altro tipo di informazione: il romitorio dipendeva dal monastero di San Paolo in Ripa d'Arno (monastero della Congregazione Vallombrosana menzionato per la prima volta nel 1032), a cui i frati di Parrana dovevano, in riconoscenza dello “jus patronatus”, consegnare annualmente un cero di una libbra in occasione della festa dei santi Pietro e Paolo. Apprendiamo inoltre che la struttura interna della comunità continuava ad essere della più semplice e che il gruppo era numericamente limitato a cinque frati eremiti e al priore.

### Gli anni dei Frati Gesuati
Dagli anni settanta del XIII secolo le fonti tacciono fino al secondo decennio del Trecento. È probabile che l'eremo avesse riportato dei danni, o comunque non offrisse garanzie di sicurezza, dalle numerose devastazioni che prima Carlo D'Angiò e poi i genovesi causarono sulle coste del litorale livornese alla fine del Duecento.
Quando nel 1317 le fonti tornano a parlare del romitorio, risulta che il padrone per la quarta parte “sive pro maiori” era il conte di Castagneto Duccio del fu Gualando. È in questo documento che si incontra per la prima volta il nome di Santa Maria della Sambuca. Poiché sia la chiesa che l'eremo risultavano in stato di abbandono, gli eremiti agostiniani dovevano essersene allontanati in seguito alle vicende belliche; costoro li donarono ad alcuni frati di penitenza con tre pezzi di terra. Sul primo si trovava la stessa chiesa romitorio, e gli altri due situati nelle immediate vicinanze, vincolando tale beneficio alla permanenza dei religiosi nel sito.
Non esistono altre fonti capaci di darci notizie intorno a questi frati. È certo comunque che nel corso del XIV secolo essi dovettero allontanarsi, poiché nel 1375 vi erano i seguaci del Beato Giovanni Colombini da Siena, fondatore dell'ordine dei Gesuati.
Al Colombini, morto proprio in quell'anno, successe certo padre Girolamo. Fu proprio quest'ultimo che diede incarico a due dei suoi più attivi religiosi, Luca della Terina e Michele da Firenze, di edificare un convento tra le pendici dei monti livornesi.
Un alone di leggenda circonda il luogo e i primi gesuati che vennero a dimorare nella valle dell'Ugione, ne sono testimonianza le varie agiografie ambientate alla Sambuca, dove Satana che puntualmente si presentava al cospetto dei frati per indurli in tentazione viene allontanato dalla forza della fede. Un episodio di apparizione è descritto negli annali di Livorno di Giuseppe Vivoli, stampati nel 1842, nei quali si narra come un Demonio in forma di "Romitone", apparisse al frate benedettino Bianco da l'Ancolina.
Con il 1442 le sorti della Sambuca e dei suoi abitatori conobbero un'improvvisa trasformazione. In quell'anno infatti, l'arcivescovo di Pisa Giuliano Ricci, durante una visita ufficiale a Montenero, che versava in condizioni disastrose per una gestione “scempia” di non meglio precisati frati terziarî, ebbe modo di visitare e trattenersi nel cenobio di Parrana. L'Arcivescovo dovette constatare la loro capacità nell'amministrazione dei beni ricevendone particolari garanzie, se nel giro di un anno decise di affidare agli stessi la cura del monastero montenerese e dei suoi possedimenti. Da questo momento, per più di due secoli, le economie di Sambuca e Montenero verranno gestite dalla compagnia dei Gesuati.

### Tra Seicento e Settecento
Cosa accadde all'eremo nei primi anni del Seicento non è dato sapere, di certo ci fu un periodo di forte recessione e degrado delle strutture dopo che i Gesuati furono soppressi con bolla papale nel 1668 da Clemente IX.
Il primo a rivestire il nuovo incarico dal 1669 sarà un ex-Gesuato, il senese Silvio Piccolomini, che rimarrà alla Sambuca fino al 1694. A lui fu affidato l'incarico gravoso delle ristrutturazioni e di tutti i lavori necessari a ristabilire le sorti di un patrimonio decaduto. Dopo due brevi parentesi, in cui si succederanno Francesco Marchetti e Marco Bani, la gestione dell'economia passerà nelle mani del canonico Cosimo Bani, già provicario di Livorno. È a lui che si deve l'opera più consistente di valorizzazione del territorio e del rinnovato vigore produttivo, a lui si deve ancora il sistematico lavoro intorno alla conservazione delle fonti.
Interessante è la descrizione che ne fa Giovanni Targioni Tozzetti in occasione di una sua visita del 1742: "Il convento dei Padri Gesuati è in fondo ad un'angusta valle sul torrente Ugione. Intorno vi è tutto bosco. Fu principiato con San Giovanni de' Colombani da Siena. La fabbrica esiste tutta intera, ma è molto meschina e capace d pochi frati. Sulla porta d'ingresso è dipinta una veduta della città di Siena. La chiesa è piccola, ma sufficientemente ornata: nell'altare maggiore vi è un ottimo quadro e una pila per l'acqua santa con basso rilievi. A levante nasce il torrente che passa rasente al convento".

### Il declino
Nonostante l'attività di Cosimo Bani l'economia della Sambuca aveva perso la spinta produttiva ricevuta nella seconda metà del seicento, le attività legate all'economia agricola conobbero un lento ma costante declino che culminò con le successive alienazioni a privati dei terreni che avevano costituito per secoli le possessioni della Sambuca.
Nel 1830 con un regio decreto del 6 dicembre si ufficializza una situazione già da tempo vigente: il nobile Michele Tonci ne diviene il legittimo proprietario. Egli provvede alla riedificazione della chiesetta e “fonda un legato pio per la celebrazione di una messa in questa chiesa in tutti i giorni d'obbligo per i fedeli di ascoltarla”. Tra l'altro lo stesso Tonci fa esporre alla venerazione dei fedeli un'immagine della Madonna dipinta su legno, di autore greco già esposta in San Jacopo in Acquaviva e successivamente nella chiesa dei Greci Uniti.
Nel 1842 il convento passa in proprietà del dottor Vincenzo Mangani, personaggio influente nella Livorno di allora, che si impegnerà negli anni settanta a riportare alla luce gli affreschi nascosti sotto una mano di calce. Nel 1898 si assiste ad un altro passaggio proprietario a favore della famiglia Taddeoli. Il convento intanto si trovava di nuovo in condizioni di semi-abbandono. Intorno, parte dei terreni lavorativi erano mantenuti da conduzioni poderali affidate a diversi lavoratori privati. Nel 1910 il romitorio passa nelle mani del sig. Cipriani che l'anno successivo inizia un nuovo restauro al convento. In tale occasione furono risanate tutte le strutture di sostegno, eliminate le cause delle infiltrazioni d'acqua, stonacati completamente tutti i fabbricati e ripristinate a vista le costruzioni primitive (le antiche finestre, le arcate del chiostro, il refettorio al primo piano e l'ingresso principale che era stato trasformato in tinaia).
Nel 1912 la Sambuca viene dichiarata monumento nazionale e, nel giro di un anno, completamente restaurata e riaperta alle officiature festive. Nel 1928 sarà acquistata dall'ultimo proprietario privato, il sig. Benini, che ne manterrà il possesso fino agli anni cinquanta quando la rileverà il Demanio.
Ormai da quasi due secoli la Sambuca ha perso la sua funzione vitale di polo territoriale capace di interagire con l'ecosistema insediativo inducendone trasformazioni. Da questo momento però il declino assume i connotati palesi dell'abbandono. Il convento sarà oggetto di ripetuti saccheggi degli arredi interni (si sono salvati solo gli affreschi staccati nel 1953, il contraltare e la campana) fino ad essere ridotto alle sole mura perimetrali ormai fatiscenti. Negli ultimi venti anni si è cercato con alcuni interventi (è stato ricostruito ex novo il tetto nel 1983 da parte del genio civile di Livorno e nel 1994 è stata restaurata l'ala del convento che ospitava la cappella) di evitare la necrosi.

### La foresta pietrificata
Nella zona della Sambuca è stata rinvenuta nel 2010, ad opera dello studioso del territorio Franco Sammartino, una foresta fossile lunga un chilometro e larga una decina di metri risalente a circa dieci milioni di anni fa, in base alla stima fatta della giacitura geologica presente. L'analisi dei frammenti di piante pietrificate ha permesso di stabilirne l'appartenenza a varietà di ginepro e di Taxodium detto anche “cipresso delle paludi”. Il luogo esatto in cui si trova la foresta rimane tuttora non specificato. La presenza della foresta fu testimoniata, come documentato dagli appunti di viaggio in alcuni luoghi della Toscana di Giovanni Targioni Tozzetti, dal ritrovamento presso l'antico monastero di alcuni oggetti tra i quali tre tronchi di albero pietrificati risalenti ad epoca antidiluviana.

### La Sacra Coppa della Sambuca
In un documento redatto nel 1928, Fortunato Canigiani, allora parroco della Valle Benedetta, la cui competenza religiosa comprendeva anche la chiesa della Sambuca, fornisce la descrizione di un calice, rinvenuto tra gli oggetti presenti nell'antico monastero, che secondo la stima risulterebbe anteriore al periodo nel quale gli Ingesuati si stabilirono nell'eremo della Sambuca. Si tratta di una coppa non di forma rotonda ed oblunga tipica dei calici rinascimentali, piuttosto di forma a mezzo guscio d'uovo, tipica dei più antichi calici medievali, appartenente quindi alla categoria dei calices imaginati.. Gli oggetti sacri, tra i quali il calice, e gli indumenti sacerdotali ritrovati nel monastero furono custoditi in seguito dai nobili coniugi Albizzo Taddeoli e Luisa Mangani Taddeoli,nipoti dell'allora ministro delle regie possessioni a Pisa, Atto Taddeoli e di Caterina Romanzini, i cui possessi comprendevano La Sambuca. Nonostante il desiderio del parroco di collocare il calice, considerato reperto di notevole importanza, nel museo cittadino, la richiesta non fu mai accolta e della coppa ad oggi si sono perse le tracce.

## Descrizione
Tutto quanto l'edificio è costruito in pietra locale (principalmente arenarie, gabbro e diaspri), ma poiché le varie parti furono costruite in periodi distinti, si possono notare vari metodi costruttivi (si osservano allo stesso tempo archi a sesto ribassato e ad ogiva) e anche pietre di diversi tagli: pietre più grosse e più bitorzolute si ritrovano nella chiesa, mentre pietre più squadrate (e quindi di età inferiore) si possono notare nella parte meridionale del complesso.
Molto probabilmente le pietre non erano state lasciate a vista, infatti molti sono i muri esterni intonacati, in special modo quelli del cortile interno. L'edificio presenta pianta quadrangolare a “ferro di cavallo” o a corte aperta.

### La chiesa e i suoi affreschi

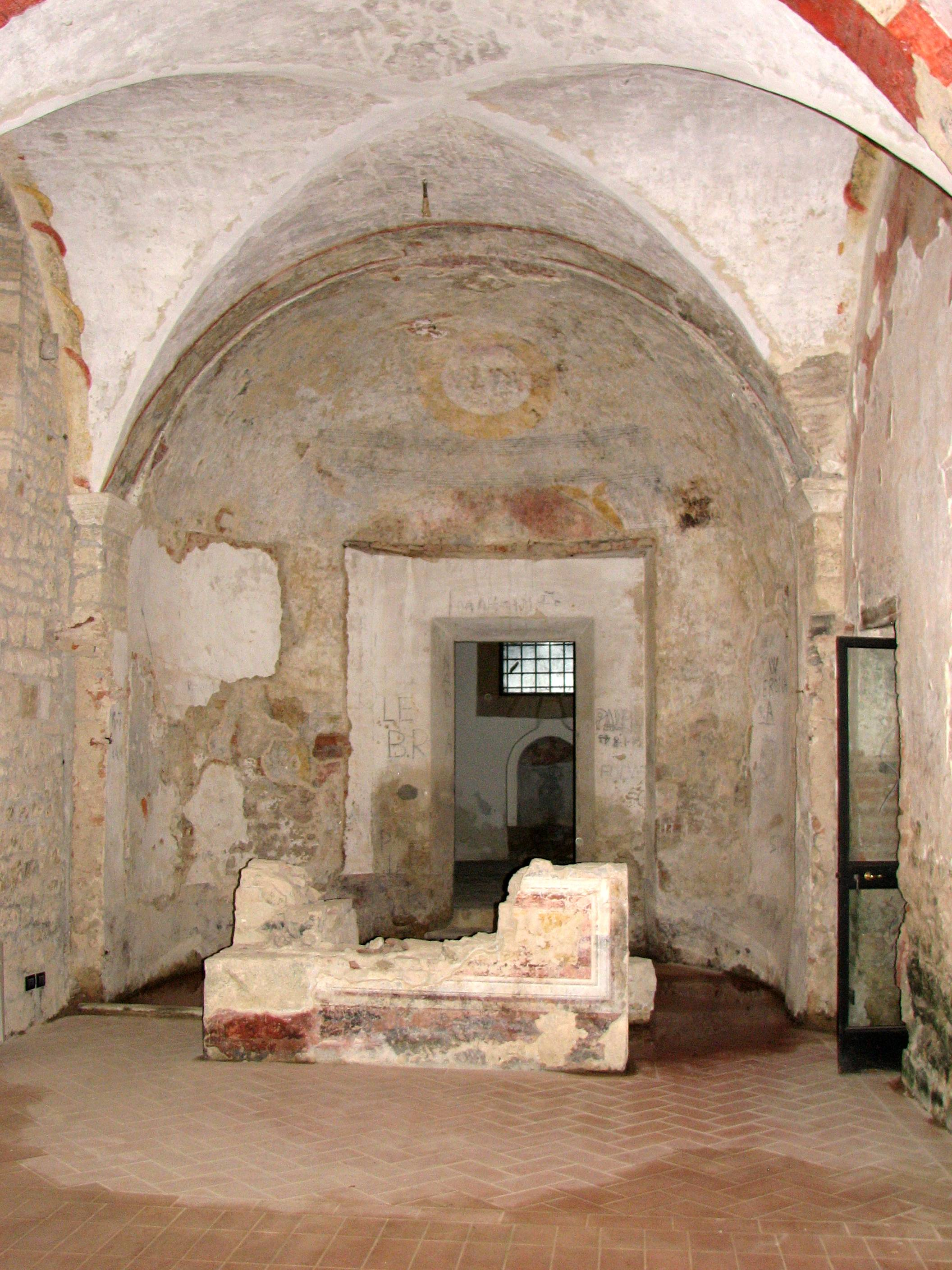
L'interno della chiesa dopo l'ultima ristrutturazione

Dopo la ristrutturazione del 1994 la chiesa è l'unica porzione di edificio dell'ala nord che ha mantenuto il suo fascino e dignità, poiché tutte le pareti sono state lasciate con tessitura muraria in vista, sebbene balzi all'occhio la presenza di ventilconvettori sulle pareti. La chiesa è caratterizzata da un'unica navata divisa in tre campate con abside circolare (costruita sicuramente successivamente all'edificio, come dimostrato dalla presenza di una piccola porta nella parete della sagrestia che permette di ispezionare il retro dell'abside stessa).
La copertura è eseguita mediante volte a crociera impostate su semipilastri addossati alle pareti perimetrali. Appena si entra nella cappella si nota subito l'altare tardo rinascimentale posto di fronte al vano absidale, composto da una mensa sormontata da un muretto con due aperture quadrate e al lato due porte caratterizzate da timpani spezzati.
Sempre all'interno della chiesetta (in particolare nell'abside, sulle volte e sulla parete destra) si ritrovano tracce degli antichi affreschi. Attraverso la stratificazione delle pitture è stato possibile individuare tre diversi interventi pittorici, il primo dei quali è stato fatto risalire alla fine del XIV secolo. Gli unici affreschi di questo periodo rimasti sono l'Annunciazione e due Evangelisti ( San Giovanni e San Luca), collocati in precedenza temporaneamente presso i Bottini dell'olio a Livorno. Nonostante la piccola dimensione della chiesa gli affreschi che l'adornavano dovevano essere ricchi, anche se ne rimangono poche tracce. Fra essi, il più interessante è quello già citato dell’Annunciazione posto a destra sull'ultima campata, oggi conservato al Museo della Città, a Livorno.
Nella stessa campata, ma sulla parete opposta, i resti delle pitture a fresco sono così scarsi da rendere di difficile interpretazione il soggetto rappresentato. Sono invece ben rappresentate le effigi di San Giovanni e San Luca, due dei quattro evangelisti affrescati sulle vele della crociera tesa tra le due pareti. Infine, in prossimità dell'altare, sono visibili le tracce della rappresentazione di uno scudo sorretto da angeli che, a loro volta, sormontavano alcuni stemmi (uno cardinalizio e l'altro papale), circondati da motivi architettonici ed angeli. È possibile datare questi affreschi tra la metà del Trecento e quella del Quattrocento.

### Gli altri locali
Oltre alla chiesa, il piano terra della parte settentrionale dell'edificio presenta altre 4 stanze ed un lungo corridoio (deturpato dalla presenza di travi di rinforzo a doppio T in acciaio). Tra queste si sottolinea la sagrestia, dislocata subito dietro l'abside della cappella ed un locale con vano scala dal soffitto molto alto, per accedere al piano superiore.
Il primo piano ha una pianta molto particolare, non tanto per la forma, quanto per la curiosa presenza di vani rialzati e ribassati. Appena giunti in cima alla scala, prima della ristrutturazione si aveva un collegamento con la parte orientale dell'edificio che oggi invece risulta chiuso da un muro posticcio.
L'ambiente che si ritrova è molto aerato e illuminato da alcune finestre che si aprono sul cortile interno. I locali sopra la cappella come preannunciato, si trovano ad un'altezza ancora maggiore e sono raggiungibili da un secondo vano scale posto in prossimità del precedente. Dagli archivi degli Spedali Riuniti si evince che questi locali dovevano essere adibiti a foresteria e molto probabilmente, anche se non se ne hanno certezze, proprio a questo piano erano collocate le celle dei frati.
Sopra la copertura in questa parte di edificio, si erge un campanario che dall'esterno permette di contraddistinguere subito quale fosse la destinazione d'uso del fabbricato. Esso presenta in sommità una croce in ferro, alla cui base si colloca una bandiera sempre in ferro con uno stemma al suo interno. Il campanario ha la caratteristica forma ad archetto e al suo interno si possono tuttora notare il meccanismo e l'attacco per la campana.

### La parte centrale
Questa parte del romitorio a differenza della precedente non è stata ristrutturata (eccetto per una parte del solaio superiore) e presenta ancora caratteristiche e degrado proprie di un'architettura medievale. Essa presenta al piano terra dei locali chiusi ed un loggiato rivolto verso il cortile interno. Quest'ultimo è l'unico ambiente accessibile, poiché durante la ristrutturazione, l'accesso al piano superiore è stato impedito per mezzo di un muro e dalla parte meridionale l'accesso, come si vedrà, non è possibile.

### L'ala meridionale
Anche questa ala è stata ristrutturata solo in minima parte (e con interventi d'urto) e versa in cattive condizioni. Si pensa che questa sia la parte più nuova del convento; il prospetto rivolto verso sud risulta in parte interrato, forse a causa del dislivello creato dal vicino torrente Ugione.
Quest'ala come le precedenti è strutturata su due piani divisi tra loro da un solaio a voltine. Il piano terra può essere visitato attraverso un'apertura nel muro nella parte del chiostro, proprio vicino al loggiato.
In terra si notano ciottoli, vecchie mattonelle e mattoni e rifiuti. Il piano terra è suddiviso in tre stanze: le prime due stanze un tempo ospitavano delle stalle, come si può notare dalle solcature nel pavimento che dovevano fungere da scolatoi. L'ultima stanza invece presenta un soffitto più alto, infatti sopra di essa non c'è attualmente alcun locale del primo piano e tutto lo spazio in altezza è a lei dedicato; essa doveva probabilmente ospitare un deposito di tini.
Per quanto riguarda le stanze al primo piano, anch'esse sono in condizioni fatiscenti (come si può notare da numerose aperture sui solai) e non sono presenti collegamenti verticali che permettano di raggiungerle.